# Badminton na Igrzyskach Panamerykańskich 2023
Badminton na Igrzyskach Panamerykańskich 2023 odbywał się w dniach 21–25 października 2023 roku w Centro de Entrenamiento Olímpico w Ñuñoa na przedmieściach Santiago. Dziewięćdziesięcioro zawodników obojga płci rywalizowało łącznie w pięciu konkurencjach indywidualnych i zespołowych.

## Podsumowanie

### Klasyfikacja medalowa
| Klasyfikacja medalowa | Klasyfikacja medalowa            | Klasyfikacja medalowa | Klasyfikacja medalowa | Klasyfikacja medalowa | Klasyfikacja medalowa |
| Miejsce               | Państwo                          | Złoto                 | Srebro                | Brąz                  | Razem                 |
| --------------------- | -------------------------------- | --------------------- | --------------------- | --------------------- | --------------------- |
| 1                     | Kanada                           | 4                     | 0                     | 1                     | 5                     |
| 2                     | Stany Zjednoczone                | 1                     | 3                     | 0                     | 4                     |
| 3                     | Brazylia                         | 0                     | 1                     | 2                     | 3                     |
| 4                     | Niezależni uczestnicy olimpijscy | 0                     | 1                     | 1                     | 2                     |
| 5                     | Meksyk                           | 0                     | 0                     | 3                     | 3                     |
| 6                     | Kuba                             | 0                     | 0                     | 1                     | 1                     |
| =                     | Salwador                         | 0                     | 0                     | 1                     | 1                     |
| =                     | Peru                             | 0                     | 0                     | 1                     | 1                     |
| Razem                 | Razem                            | 5                     | 5                     | 10                    | 20                    |

### Medaliści
| Konkurencja             | 1. miejsce                                    | 2. miejsce                                   | 3. miejsce                                                                                                |
| ----------------------- | --------------------------------------------- | -------------------------------------------- | --- |
| Gra pojedyncza mężczyzn | Brian Yang                                    | Kevin Cordón                                 | Uriel Canjura Luis Ramón Garrido                                                                          |
| Gra podwójna mężczyzn   | Kanada · Adam Dong · Nyl Yakura               | Brazylia · Fabrício Farias · Davi Silva      | Niezależni uczestnicy olimpijscy · Aníbal Marroquín · Jonathan Solís Meksyk · Job Castillo · Luis Montoya |
| Gra pojedyncza kobiet   | Beiwen Zhang                                  | Jennie Gai                                   | Rachel Chan Taymara Oropesa                                                                               |
| Gra podwójna kobiet     | Kanada · Catherine Choi · Josephine Wu        | Stany Zjednoczone · Annie Xu · Kerry Xu      | Meksyk · Romina Fregoso · Miriam Rodríguez Brazylia · Sânia Lima · Juliana Vieira                         |
| Gra mieszana            | Kanada · Ty Alexander Lindeman · Josephine Wu | Stany Zjednoczone · Vinson Chiu · Jennie Gai | Brazylia · Davi Silva · Sânia Lima Peru · José Guevara · Inés Castillo                                    |